# Homme en armure
Homme en armure (parfois connu sous le nom d'Alexandre le Grand) est une peinture à l'huile sur toile réalisée vers 1655 par le peintre néerlandais Rembrandt et conservée au Kelvingrove Art Gallery and Museum de Glasgow (Royaume-Uni).

## Histoire
Le tableau est généralement daté de 1655, soit de la dernière période de la vie de Rembrandt. Il existe une controverse sur l'identification précise du tableau. D'après l'historien de l'art Christopher Brown (en), ce tableau serait une représentation d'Alexandre le Grand commandé par Antonio Ruffo, un collectionneur sicilien. Rembrandt avait déjà peint pour ce client la toile Aristote contemplant le buste d'Homère (1653, New York). Brown se base sur le fait que la peinture est composée de plusieurs morceaux de toiles assemblés pour affirmer que le tableau aurait été modifié par Rembrandt en 1661 à la demande du client, qui souhaitait une œuvre de plus grandes dimensions. Ce tableau correspondrait donc bien au Alexandre le Grand noté dans le catalogue de la collection d'Antonio Ruffo.

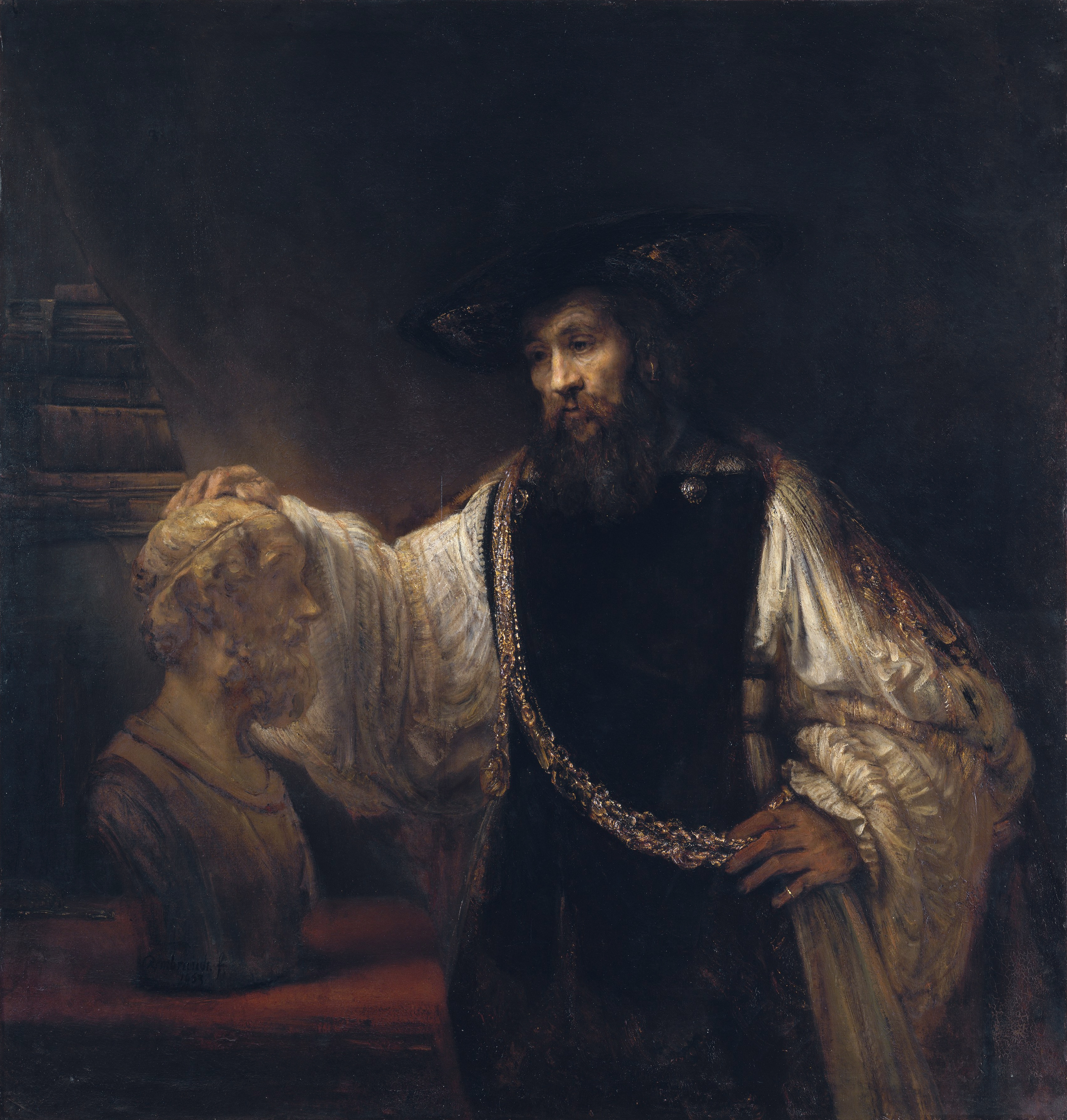
Rembrandt, Aristote contemplant le buste d’Homère, 1653, Met, New York.

Cette identification est rejetée notamment par Jeroen Giltaij. D'après Giltaij, l'Alexandre de Ruffo ne peut pas être la même peinture que l'Homme en armure de Glasgow, parce que la première œuvre est signalée dans les collections de Ruffo en 1873 alors que la seconde est au Royaume-Uni dès 1764.
Le tableau fait partie de la collection du portraitiste britannique Joshua Reynolds à partir de 1764 et jusqu'en 1790. Il appartient ensuite au collectionneur George Greville, 2e comte de Warwick ; puis au peintre John Graham-Gilbert (en) et à sa femme Jane, qui le lègue au Kelvingrove Museum à sa mort en 1877.

## Description
Le tableau représente un homme jeune, vu de profil, représenté jusqu'à la taille. Il porte un casque orné d'un hibou embossé, une perle en pendentif à l'oreille et une armure en métal. Sur son côté gauche, son manteau rouge recouvre un bouclier rond ; il tient de sa main gantée une lance. En arrière-plan, on aperçoit partiellement une arche en pierre.
L'homme au visage encore jeune semble plongé dans ses pensées, presque écrasé sous le poids de l'armure et du manteau.

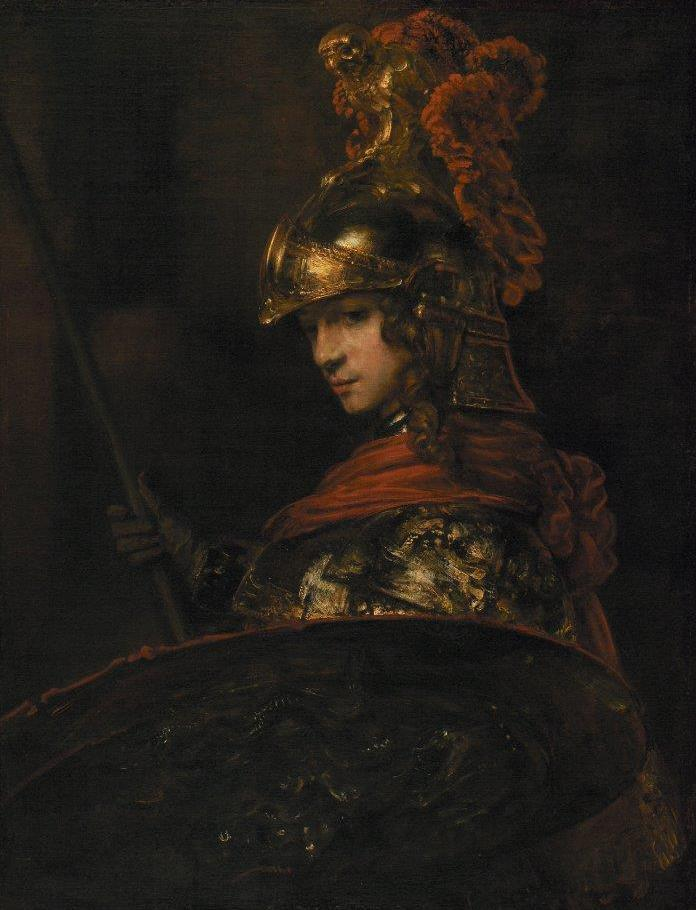
Rembrandt, Pallas Athéna, 1655, musée Calouste-Gulbenkian, Lisbonne.

Les équipements de l'homme sont archaïques pour l'époque où le tableau a été peint, ce qui suggère que Rembrandt a souhaité placer son sujet dans le passé. Le casque est fictif, composé de parties de différentes époques : le protège-nuque est contemporain tandis que le cimier et la plaque frontale sont dans un style antique.
L'identité de l'homme sur le tableau est incertaine. Il a été suggéré qu'il pourrait représenter Achille, Mars ou Apollon. L'hypothèse selon laquelle, ce serait en réalité une femme représentant Pallas Athéna a même été émise, expliquant la présence du hibou (symbole de cette déesse) sur le case. L'hypothèse la plus probable reste cependant celle d'Alexandre le Grand, même s'il ne s'agit pas du tableau commandé par Ruffo. Le hibou serait ainsi une référence à la dévotion d'Alexandre pour Athéna,. L'artiste a par ailleurs peint un Pallas Athéna (vers 1655) stylistiquement proche, conservé aujourd'hui à Lisbonne.
Rembrandt traite avec subtilité le casque et l'armure, en suggérant les détails de manière qu'ils se fondent dans le reste du tableau, dans un style qui rappelle celui de La Ronde de nuit.

## Sources
- [Brown et Roy 1992] (en) Christopher Brown et Ashok Roy, « Rembrandt's 'Alexander the Great' », The Burlington Magazine, vol. 134, no 1070,‎ 1992, p. 286-298 (JSTOR 885240, lire en ligne)
- [Giltaij 2017] (en) Jeroen Giltaij, « A Note on Rembrandt’s Aristotle, Alexander, and Homer », Journal of Historians of Neerlandish Art, vol. 9, no 1,‎ 2017 (e-ISSN 1949-9833, DOI 10.5092/jhna.2017.9.1.14, lire en ligne)
- [Roberts 1976] (en) Keith Roberts, « 'Art in Seventeenth Century Holland' at the National Gallery », The Burlington Magazine, vol. 118, no 884,‎ 1976, p. 781-785 (JSTOR 878601, lire en ligne)